# سویودلو، گدابیگ
سویودلو (به ترکی آذربایجانی: Söyüdlü) یک منطقه مسکونی در جمهوری آذربایجان است که در شهرستان گدابیگ واقع شده است. سویودلو ۲۸۸۲ نفر جمعیت دارد.